# Jasna Žalica
Jasna Žalica (Sarajevo, 1968) è un'attrice bosniaca.

## Biografia
Nata a Sarajevo nel 1968, si è diplomata all'Accademia di Arti Sceniche di Sarajevo (Akademija scenskih umjetnosti u Sarajevu); ha poi intrapreso la carriera di attrice a Mostar.
Attualmente insegna movimento presso l'Accademia di Arti Sceniche di Sarajevo.
È sposata con il regista bosniaco Pjer Žalica con cui ha avuto un figlio.

## Filmografia

### Cinema
- Il cerchio perfetto (Savršeni krug), regia di Ademir Kenović (1997)
- 10 minuti, regia di Ahmed Imamović (2002)
- Benvenuto Mr. President (Gori vatra), regia di Pjer Žalica (2003)
- A casa di zio Idriz (Kod amidže Idriza), regia di Pjer Žalica (2004)
- San zimske noći, regia di Goran Paskaljević (2004)
- Il segreto di Esma (Grbavica), regia di Jasmila Žbanić (2006)
- È difficile essere buoni (Teško je biti fin), regia di Srđan Vuletić (2007)
- Kino Lika, regia di Dalibor Matanić (2009)
- Zena sa slomljenim nosem, regia di Srđan Koljević (2010)
- Takva su pravila, regia di Ognjen Sviličić (2014)
- Good Day's Work (Dobar dan za posao), regia di Martin Turk (2018)

### Televisione
- Lud, zbunjen, normalan, serie TV (2007-2008, 2020-in corso)